# Język keuw
Język keuw, także kehu – słabo poznany język papuaski używany w indonezyjskiej prowincji Papua, w kabupatenie Nabire. Posługuje się nim mniej niż 100 osób.
Jest językiem o niejasnej przynależności lingwistycznej. Podejmowano próby łączenia go z pobliskimi rodzinami języków papuaskich (języki Równiny Jezior, języki wschodniej zatoki Geelvink). Nie został dobrze udokumentowany w literaturze. Foley (2018) i Hammarström (2018) klasyfikują go jako izolat.
Ocenia się, że jest poważnie zagrożony wymarciem. Według danych badania z 2007 r. pozostaje w dość powszechnym użyciu, lecz dokładna liczba użytkowników jest nieznana (dostępne dane są ograniczone, część osób ma zamieszkiwać trudno dostępne obszary wyspy).
Jest językiem tonalnym. Ma ubogi zasób dźwięków, podobnie jak języki Równiny Jezior. Na poziomie słownictwa jest wyraźnie odrębny od języków regionu.